# Сървайвал хорър
Сървайвал хорър (на английски: survival horror, от survival – изживяване, оцеляване и horror – ужас) е жанр в компютърните и видеоигри.

## Особености
Игрите от този тип са обикновено от трето лице. Главният персонаж е поставен в необичайна и враждебна нему обстановка: изоставен град, призрачна къща или замък. Тук той е принуден да се бори за оцеляването си срещу демони, чудовища, зомбита и друг подобни създания. Средствата му за защита в повечето случаи са скромни. Персонажът не притежава свръхестествени сили, мощни и разнообразни оръжия, а боеприпасите са необичайно малко. За сметка на това е нужно да проявява съобразителност, комбинирайки и използвайки различни предмети. Сюжета съдържа мистерия, която трябва да бъде разгадана в хода на играта. От особено значение е мрачната атмосфера, подсилвана с всички възможни средства, включително и музиката. Създателите на този род игри умишлено се стремят да внушат на играещия чувство на страх, обърканост и дори депресия.
Във себе си сървайвал хорър игрите могат да съчетават елементи на куест (приключение), трилър, екшън (шутър), RPG. Освен от трето лице те могат да да бъдат понякога от първо лице или от типа „посочи и щракни“ (point and click). Обединяваща е мрачната и меланхолична атмосфера и чувството на страх.

## История
За прародител на сървайвал хорър игрите се смятат японските филми на ужасите. Неслучайно много от най-успешните игри в този стил са дело на японски компании. Първата игра носеща всички особености на жанра е Alone in the Dark (Alone in the Dark 1), която излиза през 1992 г. Ранно творение в този стил е и Clock Tower: The First Fear (1995). На най-широка популярност се радват поредиците Resident Evil и Silent Hill. Известни игри в жанра сървайвал хорър са Fatal Frame (поредица), Obscure, Eternal Darkness: Sanity's Requiem, Penumbra, S.T.A.L.K.E.R.: Shadow of Chernobyl, S.T.A.L.K.E.R.: Clear Sky. Игри съдържащи елементи на жанра са Doom 3, F.E.A.R., BioShock.